# Castlevania: Bloodlines
Castlevania: Bloodlines, выпущенная в Японии под названием Vampire Killer и в Европе под названием Castlevania: New Generation, представляет собой платформенную игру, разработанную и выпущенную компанией Konami в 1994 году для Sega Mega Drive. Игра является частью серии Castlevania, и единственная в серии вышедшая на Mega Drive. Вампир по имени Элизабет Бартли организует начало Первой мировой войны в качестве массового жертвоприношения, чтобы вернуть к жизни своего дядю, Дракулу. В борьбу против зла вступают сына Квинси Морриса, Джон, и его друг Эрик Лекард.
Команда разработчиков решила создать новый игровой опыт в серии Castlevania, специально адаптированный под игровую систему Mega Drive, сделав игровой процесс более быстрым и ориентированным на динамику. Тосики Ямамура, сценарист проекта, проявил творческую инициативу, вводя своё видение новой главы саги серии Castlevania. Композитор Митиру Яманэ привнесла в музыкальное сопровождение игры мотивы творчества Иоганна Себастьяна Баха, что позже сделало её постоянным композитором серии.
Bloodlines была положительно встречена критиками. Игра была переиздана 16 мая 2019 года в рамках коллекции Castlevania Anniversary Collection, а также 19 сентября 2019 года в комплекте с игровой системой Sega Genesis Mini.

## Игровой процесс
Сердца в игре заменены на «Драгоценные камни» (англ. Gem). Джон бьёт кнутом только прямо, но во время прыжка можно бить наискосок и вниз. Эрик может бить копьём прямо, наискосок и вверх, но в отличие от Джона, в прыжке не может бить наискосок и вверх. Джон имеет способность цепляться кнутом за блоки и перелетать пропасти, а Эрик может выполнять супер — прыжок (для этого нужно нажать и удерживать кнопку «Вниз»). В игре есть пять видов специального оружия — три из них доступны каждому: топор, бумеранг и святая вода. Для Джона доступен кристалл, для Эрика — «Наконечник копья» (англ. Spear Head). Чтобы использовать специальное оружие — нужно нажать на кнопку C. Для массовой атаки «вверх»+C (используется соответственно больше камней).

## Сюжет
В 1897 году, длительная война между человечеством и Дракулой подошла к концу, Дракула отправлен на вечный покой Квинси Моррисом, потомком семьи Белмонтов. Но в 1917 году одна неопытная ведьма случайно воскресила девушку — вампира, племянницу графа Дракулы Элизабет Бартли, сожжённую на костре в XIII веке. Для того, чтобы возродить своего дядю, графа Дракулу, она решила провести нечестивый ритуал, с помощью которого Элизабет завладела бы человеческими душами всех жителей Европы.
И теперь, два силуэта можно увидеть возле замка Дракулы. Джон Моррис, потомок семей Бельмонтов и Моррисов, которые по воле судьбы сражались с вампирами днём и ночью, и Эрик Лекард, лучший друг Джона и дальний родственник Бельмонтов, чья возлюбленная была обращена в вампира из-за Элизабет. И теперь они оба сражаются с силами зла ради одного — спасти уже и так погрязшую в Первой мировой войне Европу от ещё более разрушительного ужаса, чем сама война.

## Разработка
Компания Konami занималась в Токио разработкой Bloodlines с целью создать уникальную игру в мире Castlevania для платформы Sega Mega Drive. Планировалось создать быстрый и динамичный игровой процесс, сохранив при этом стратегические элементы предыдущих версий; в качестве игрового нововведения был добавлен персонаж Эрика. Bloodlines представляет собой параллельную историю (гайден) к оригинальной серии Castlevania и переносит игроков в новую эпоху. Тосики Ямамура, написавший сценарий, черпал вдохновение у писателя Хидэюки Кикути, представляя собственную интерпретацию канона серии. Он рассматривал Bloodlines как вторую часть в замысленной им трилогии Castlevania.
Музыкальное сопровождение игры написала Митиру Яманэ, что стало для неё первым опытом работы над музыкой для серии Castlevania, несмотря на её статус уважаемого композитора в Konami. Поскольку серия уже пользовалась популярностью и была известна своей музыкой, Ямане ощущала давление, стремясь показать высокие результаты в своей работе. Уже изучив ранее творчество Иоганна Себастьяна Баха в университете, Яманэ обнаружила связь между своим знанием классической музыки и вампирскими мотивами серии, что подтолкнуло её к объединению своего стиля с мотивами предшествующих игр Castlevania. В процессе разработки Яманэ, уже имеющая опыт работы с FM-синтезом, также взяла на себя программирование музыкальной части. Ямане продолжила работу и стала постоянным композитором в серии Castlevania.

## Отзывы
| Сводный рейтинг    | Сводный рейтинг |
| Агрегатор          | Оценка          |
| ------------------ | --------------- |
| GameRankings       | 81,88 %         |
| MobyRank           | 84/100          |
| Иноязычные издания |                 |
| Издание            | Оценка          |
| AllGame            | [ 9 ]           |
| EGM                | 8,25/10         |
| Game Informer      | 8,5/10          |
| GamePro            | 3,5/5           |
| Sega-16            | 9/10            |

В рейтинге GamesRadar игра Castlevania: Bloodlines заняла 8 место среди 25 лучших игр для Mega Drive. Тим Тури из Game Informer выделил уровень кровавости игры по сравнению с другими играми франшизы Castlevania того времени, а также назвал её «одним из наиболее недооцененных сокровищ» серии. В ретроспективном обзоре франшизы Castlevania 1997 года, проведённом GamePro, было отмечено, что несмотря на менее выдающиеся графику и звуковое сопровождение по сравнению с Super Castlevania IV, игра заслуживает внимания среди проектов для Mega Drive.
Веб-сайт Thunderbolt в рецензии на Castlevania: Bloodlines назвал игру «странной мешаниной идей, взятых с предыдущих игр». Согласно журналисту, хаотичные сражения и ошеломительные визуальные эффекты сделали игру одной из самых интенсивных в серии.